# Chronologie des attentats en France en 2015
Pour un article plus général, voir Chronologie des actes terroristes en France.
Cette page présente une chronologie des attentats ou projets d'attentat durant l'année 2015.

## Janvier
| Date        | Lieu               | Nombre de morts     | Nombre de blessés | Description |
| ----------- | ------------------ | ------------------- | ----------------- | --- |
| 1er janvier | Corbara            | 0                   | 0                 | Attentat contre la coopérative oléicole de Balagne (Corse) avec une explosion faisant des dégâts moyens. Il n'a pas été revendiqué. |
| 7 janvier   | Paris              | 12                  | 11                | Attentat contre Charlie Hebdo. Deux hommes cagoulés armés, les frères Kouachi, pénètrent dans les locaux de la rédaction du magazine Charlie Hebdo à Paris, tuant 12 personnes (dont un policier abattu en pleine rue) et faisant 11 blessés. |
| 8 janvier   | Montrouge          | 1                   | 1                 | Fusillade à Montrouge contre une policière municipale et un agent municipal par Amedy Coulibaly, faisant 1 mort et 1 blessé grave. |
| 9 janvier   | Paris              | 4 (et 1 terroriste) | 5                 | Prise d'otages du magasin Hyper Cacher de la porte de Vincennes par Amedy Coulibaly. |
| 9 janvier   | Dammartin-en-Goële | 2 terroristes       | 0                 | Prise d'otage dans une imprimerie à Dammartin-en-Goël par les frères Chérif et Saïd Kouachi, auteurs de l'attentat à Charlie Hebdo. Ils sont abattus par les forces de l'ordre lors de cet assaut.                                            |
| 24 janvier  | Venzolasca         | 0                   | 0                 | Destruction à l'explosif de la résidence d'un continental dans l'est de la Corse faisant des dégâts très importants. L'attentat n'est pas revendiqué.                                                                                         |

## Février
| Date      | Lieu | Nombre de morts | Nombre de blessés | Description |
| --------- | ---- | --------------- | ----------------- | --- |
| 3 février | Nice | 0               | 3                 | Attaque contre 3 militaires à Nice en mission dans le cadre du plan Vigipirate à l'arme blanche devant un centre communautaire juif par Moussa Coulibaly. Quelques instants après l'agression, il est intercepté par les forces de l'ordre. Durant sa garde à vue, il évoque sa haine des Juifs et des militaires et dénonce les persécutions dont les musulmans seraient victimes selon lui. En 2019, il est condamné à 30 ans de prison avec une période de sûreté des deux tiers |

## Mars
| Date    | Lieu      | Nombre de morts | Nombre de blessés | Description                                                                                      |
| ------- | --------- | --------------- | ----------------- | ------------------------------------------------------------------------------------------------ |
| 23 mars | Vescovato | 0               | 0                 | Destruction d'une maison en construction par explosif en Corse. L'attentat n'est pas revendiqué. |

## Avril
| Date                      | Lieu       | Nombre de morts | Nombre de blessés | Description |
| ------------------------- | ---------- | --------------- | ----------------- | --- |
| 3 avril                   | Montélimar | 0               | 0                 | Un projet d'attentat a été déjoué. Quatre élèves d’un lycée militaire de l’Isère ont été mis en examen pour avoir projeté de faire exploser une mosquée. Âgés de 16 à 17 ans, les quatre pensionnaires de ce lycée militaire avaient déjà commencé à réunir du matériel, s’étaient renseignés sur la préparation d’explosif et avaient effectué des repérages des lieux. |
| Entre le 9 et le 10 avril | Paris      | 0               | 0                 | Cyberattaque contre TV5 Monde qui entraîne l'arrêt de la diffusion des programmes de la chaîne de télévision francophone TV5 Monde. Cette attaque, sans précédent dans l'histoire de la télévision, est revendiquée par le groupe « Cybercaliphate », se réclamant de l'Organisation État islamique. Cependant, l'enquête s'oriente vers un groupe de hackers russes nommé APT28 (ou Pawn Storm), qui serait soutenu par le gouvernement de Russie. |
| 19 avril                  | Villejuif  | 1               | 1 (le suspect)    | Attentat manqué contre des églises de Villejuif, un algérien islamiste radical de 24 ans, préparait à l'heure de la messe un attentat contre les deux principales églises : Saint-Cyr-Sainte-Julitte dans le centre-ville et Sainte-Thérèse au nord. Selon le curé de Saint-Cyr-Sainte-Julitte, il y avait trois cents personnes et la cérémonie n'était pas protégée par la police. À 8 h 50, il appelle le SAMU, car il est blessé gravement à la hanche et à la rotule par deux balles. Selon les enquêteurs il se serait lui-même blessé au cours de la tentative de vol du véhicule de Aurélie Châtelain, celle-ci est tuée et il aurait ensuite brûlé la voiture, qui contenait le corps de la jeune femme, avant de regagner le 13e arrondissement. La police arrête alors Ghlam et évite ainsi le massacre. |

## Juin
| Date    | Lieu                    | Nombre de morts | Nombre de blessés | Description |
| ------- | ----------------------- | --------------- | ----------------- | --- |
| 26 juin | Saint-Quentin-Fallavier | 1               | 0                 | Attentat de Saint-Quentin-Fallavier, à l'aide d'une voiture bélier, un homme fait exploser des bonbonnes de gaz à l'intérieur d'un site classé Seveso. Un corps décapité avec des inscriptions en arabe et la profession de foi musulmane est retrouvé à proximité du site. Le suspect est en lien avec la mouvance salafiste. L'auteur des faits nie la dimension terroriste. |

## Juillet
| Date       | Lieu | Nombre de morts | Nombre de blessés | Description |
| ---------- | ---- | --------------- | ----------------- | --- |
| 13 juillet |      | 0               | 0                 | Trois individus sont interpellés pour un projet d'attentat contre une installation militaire : un mineur de 17 ans, un jeune majeur de 19 ans et un ancien matelot réformé de la Marine française de 23 ans. Interpellés dans les départements des Bouches-du-Rhône, du Rhône et des Yvelines, ils auraient reconnu leurs intentions durant leur garde à vue. |

## Août
| Date    | Lieu                | Nombre de morts | Nombre de blessés | Description |
| ------- | ------------------- | --------------- | ----------------- | --- |
| 6 août  | San-Martino-di-Lota | 0               | 0                 | Une villa neuve explose dans le lieu-dit de Miomo à 5 km au nord de Bastia. L'attentat n'est pas revendiqué. |
| 21 août | Oignies             | 0               | 3                 | Attentat du train Thalys par Ayoub El Khazzani, armé d'un fusil d'assaut AKM, il tente de tirer sur les passagers du train. Il sera désarmé par 3 Marines américains se trouvant dans le Thalys no 9364 reliant Amsterdam à Paris. Il blesse trois passagers avant d'être maîtrisé. L'auteur des faits nie la dimension terroriste. |

## Octobre
| Date       | Lieu                  | Nombre de morts | Nombre de blessés | Description |
| ---------- | --------------------- | --------------- | ----------------- | --- |
| 29 octobre | Base navale de Toulon | 0               | 0                 | Un jeune Toulonnais de vingt-cinq ans, Hakim Marnissi, est arrêté alors qu'il préparait un attentat contre des militaires. Il prête allégeance à l'État islamique. Il était en contact avec un djihadiste français en Syrie et aurait reçu deux colis contenant un couteau et deux cagoules. « Il s'est radicalisé de manière fulgurante, confie au Figaro une source informée. Après avoir rompu de manière progressive avec sa famille et son entourage proche, il s'est muré dans une attitude silencieuse, puis de repli identitaire. » |

## Novembre
| Date        | Lieu                                     | Nombre de morts        | Nombre de blessés        | Description |
| ----------- | ---------------------------------------- | ---------------------- | ------------------------ | --- |
| 13 novembre | Saint-Denis (Seine-Saint-Denis) et Paris | 131 (et 7 terroristes) | 413 (dont 99 grièvement) | Attentats du 13 novembre, perpétrés par trois commandos distincts de 9 hommes par une série de fusillades dans 4 restaurants-Bistro du Xe et XIe arrondissements (40 morts) ainsi qu'une prise d'otage dans une salle de concert "Le Bataclan" dans le XIe arrondissement à Paris (91 morts) et à Saint-Denis au Stade de France par 3 actions kamikazes (1 mort). Ces six attaques sont les premières en Occident directement planifiées, organisées, exécutées et revendiquées officiellement par l'État islamique. |
| 18 novembre | Saint-Denis                              | 3 terroristes          | 5                        | À la suite des attentats du 13 novembre 2015 en France, une opération antiterroriste d'envergure est menée. Au cours de cet assaut, les forces de la BRI et du RAID sont appelées pour déloger des terroristes retranchés dans un appartement. 5 000 munitions sont tirées du côté des forces de l'ordre. Cet assaut aura blessé cinq policiers et tué une chienne prénommée Diesel appartenant au RAID. Du côté des terroristes, il y a 3 morts dont Abdelhamid Abaaoud et 8 personnes sont placées en garde à vue. D'après le procureur de la République, ces terroristes constituaient une nouvelle équipe et auraient pu passer à l'acte. |

## Décembre
| Date        | Lieu                  | Nombre de morts | Nombre de blessés | Description |
| ----------- | --------------------- | --------------- | ----------------- | --- |
| 22 décembre | Orléans (Loiret)      | 0               | 0                 | Un projet d'attentat est déjoué. Deux personnes sont interpellées et leur audition confirme qu'elles visaient des casernes militaires, des gendarmeries et des commissariats. Ces deux hommes âgés de 24 et 25 ans étaient en contact avec une ou plusieurs personnes basées en Syrie. Ils avaient réuni les fonds et cherchaient activement à se procurer des armes pour passer le plus vite possible à l'acte. Ils sont mis en examen et placés en détention provisoire pour « association de malfaiteurs en lien avec une entreprise terroriste ». Depuis 2 ans, 10 attentats terroristes ont été déjoués par les services de sécurité français. |
| 23 décembre | Montpellier (Hérault) | 0               | 0                 | Un couple est arrêté. Les services de renseignement français confirment qu'une femme radicalisée aurait préparé un attentat suicide. Elle avait un faux ventre de femme enceinte chez elle entouré d'aluminium, certainement pour placer des explosifs à l'intérieur et avait récemment fait des recherches sur les femmes kamikazes. |